# Jemen op de Olympische Zomerspelen 2020
Jemen nam deel aan de Olympische Zomerspelen 2020 in Tokio, Japan.

## Aantal atleten
| Sport       | Mannen | Vrouwen | Totaal |
| ----------- | ------ | ------- | ------ |
| Atletiek    | 1      | 0       | 1      |
| Judo        | 1      | 0       | 1      |
| Schietsport | 0      | 1       | 1      |
| Zwemmen     | 1      | 1       | 2      |
| totaal      | 3      | 2       | 5      |

## Deelnemers en resultaten

### Atletiek
Mannen
Loopnummers
| atleet         | onderdeel | series | series | kwartfinale | kwartfinale | halve finale   | halve finale   | finale         | finale         |
| atleet         | onderdeel | tijd   | rang   | tijd        | rang        | tijd           | rang           | tijd           | rang           |
| -------------- | --------- | ------ | ------ | ----------- | ----------- | -------------- | -------------- | -------------- | -------------- |
| Ahmed Al-Yaari | 400 m     | 48,53  | 8      | n.v.t.      | n.v.t.      | niet geplaatst | niet geplaatst | niet geplaatst | niet geplaatst |

### Judo
Mannen
| atleet      | onderdeel | eerste ronde         | tweede ronde         | derde ronde          | kwartfinale          | halve finale         | herkansing           | finale / BM          | finale / BM    |
| atleet      | onderdeel | tegenstander uitslag | tegenstander uitslag | tegenstander uitslag | tegenstander uitslag | tegenstander uitslag | tegenstander uitslag | tegenstander uitslag | rang           |
| ----------- | --------- | -------------------- | -------------------- | -------------------- | -------------------- | -------------------- | -------------------- | -------------------- | -------------- |
| Ahmed Ayash | −73 kg    | Gjakova V 00-10      | niet geplaatst       | niet geplaatst       | niet geplaatst       | niet geplaatst       | niet geplaatst       | niet geplaatst       | niet geplaatst |

### Schietsport
Vrouwen
| atlete            | onderdeel        | kwalificaties | kwalificaties | finale         | finale         |
| atlete            | onderdeel        | punten        | rang          | punten         | rang           |
| ----------------- | ---------------- | ------------- | ------------- | -------------- | -------------- |
| Yasameen Al Raimi | 10 m luchtgeweer | 551           | 52            | niet geplaatst | niet geplaatst |

### Zwemmen
Mannen
| atleet            | onderdeel        | series  | series | halve finale   | halve finale   | finale         | finale         |
| atleet            | onderdeel        | tijd    | rang   | tijd           | rang           | tijd           | rang           |
| ----------------- | ---------------- | ------- | ------ | -------------- | -------------- | -------------- | -------------- |
| Mokhtar Al-Yamani | 100 m vrije slag | 50,52   | 47     | niet geplaatst | niet geplaatst | niet geplaatst | niet geplaatst |
| Mokhtar Al-Yamani | 200 m vrije slag | 1.49,97 | 36     | niet geplaatst | niet geplaatst | niet geplaatst | niet geplaatst |

Vrouwen
| atlete           | onderdeel        | series  | series | halve finale   | halve finale   | finale         | finale         |
| atlete           | onderdeel        | tijd    | rang   | tijd           | rang           | tijd           | rang           |
| ---------------- | ---------------- | ------- | ------ | -------------- | -------------- | -------------- | -------------- |
| Nooran Ba-Matraf | 100 m schoolslag | 1.27,97 | 42     | niet geplaatst | niet geplaatst | niet geplaatst | niet geplaatst |